# Obergünzburg
Obergünzburg là một đô thị ở Ostallgäu bang Bayern thuộc nước Đức.